# Troffel

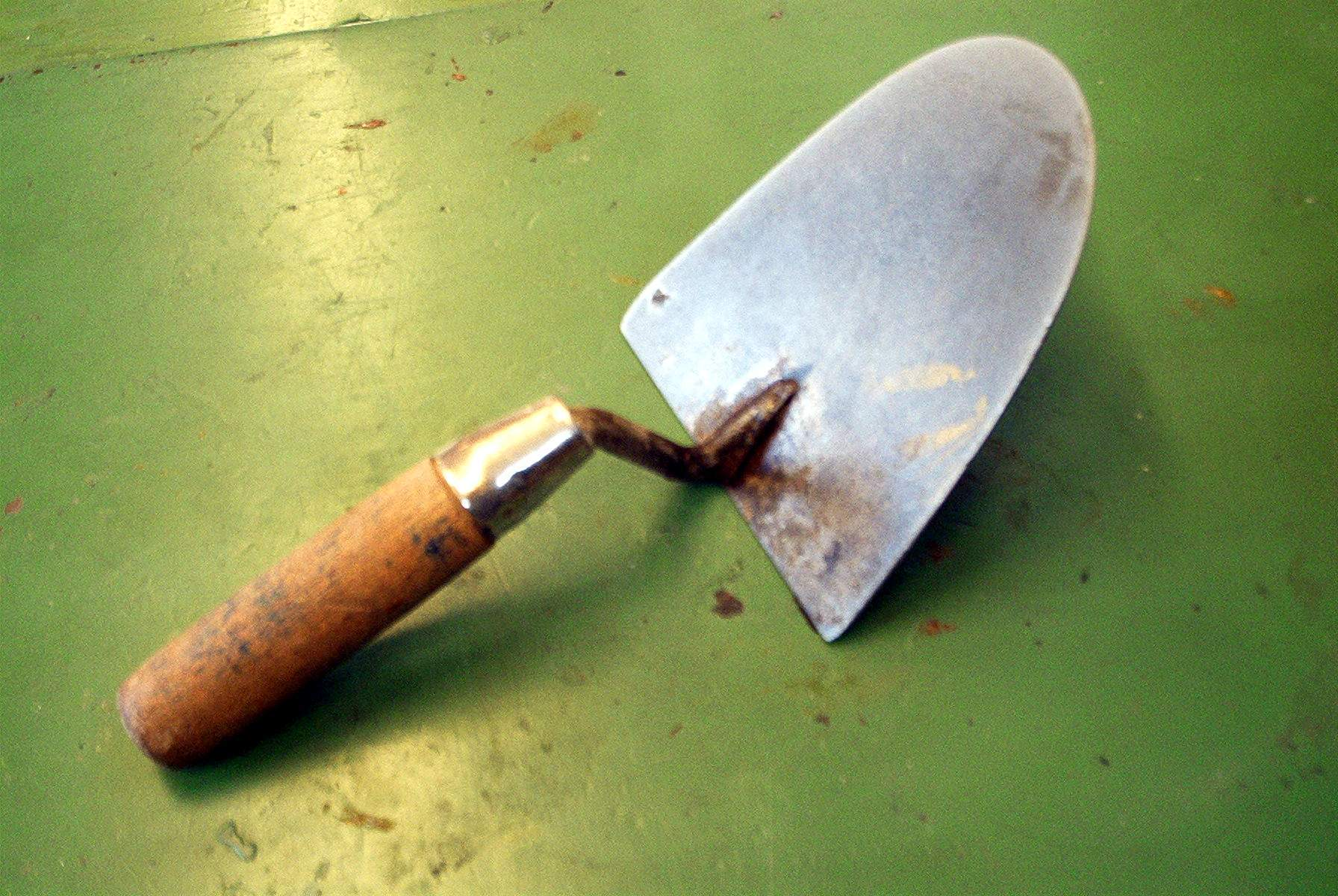
Rechtse metseltroffel, Arnhems model

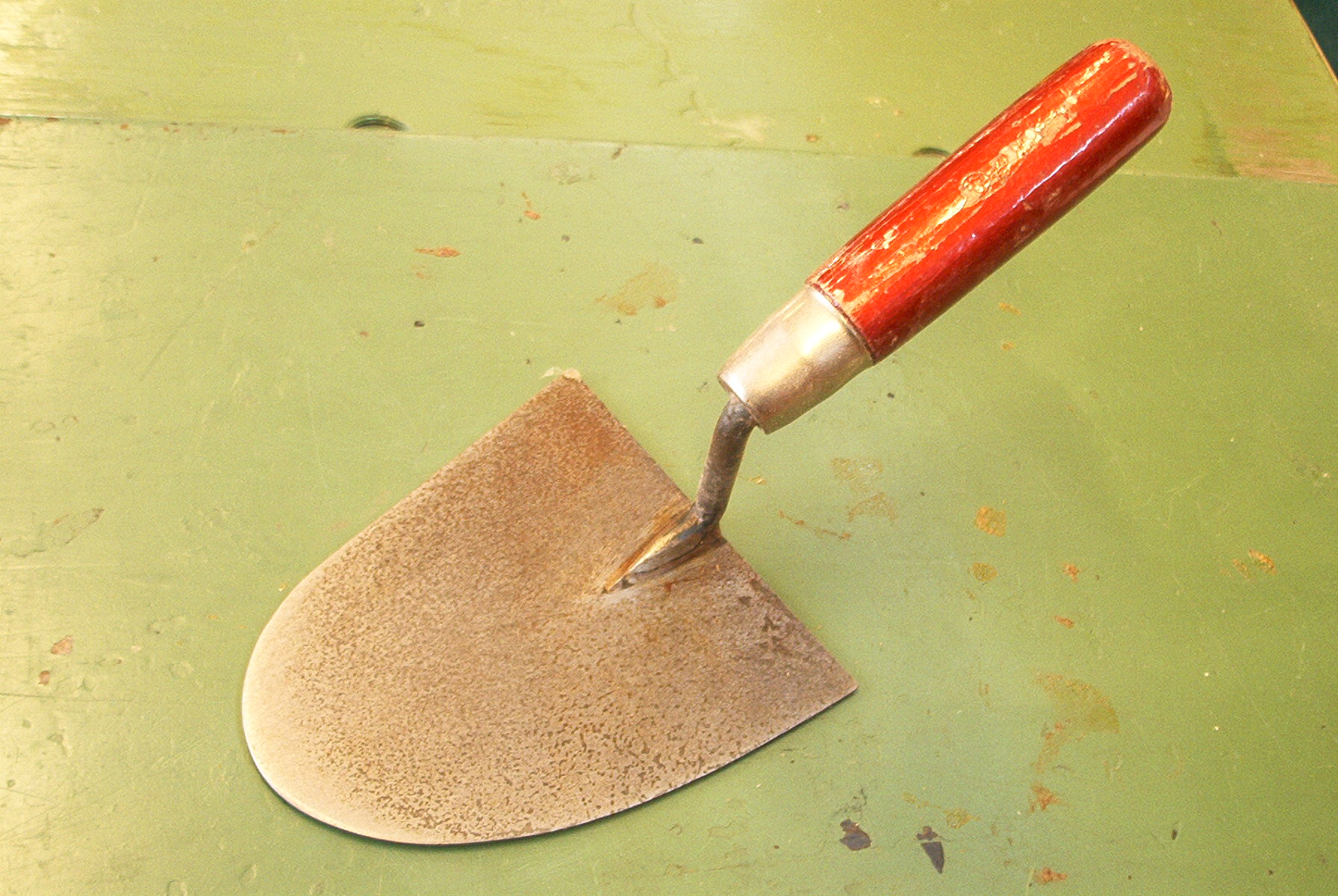
Linkse metseltroffel, Arnhems model

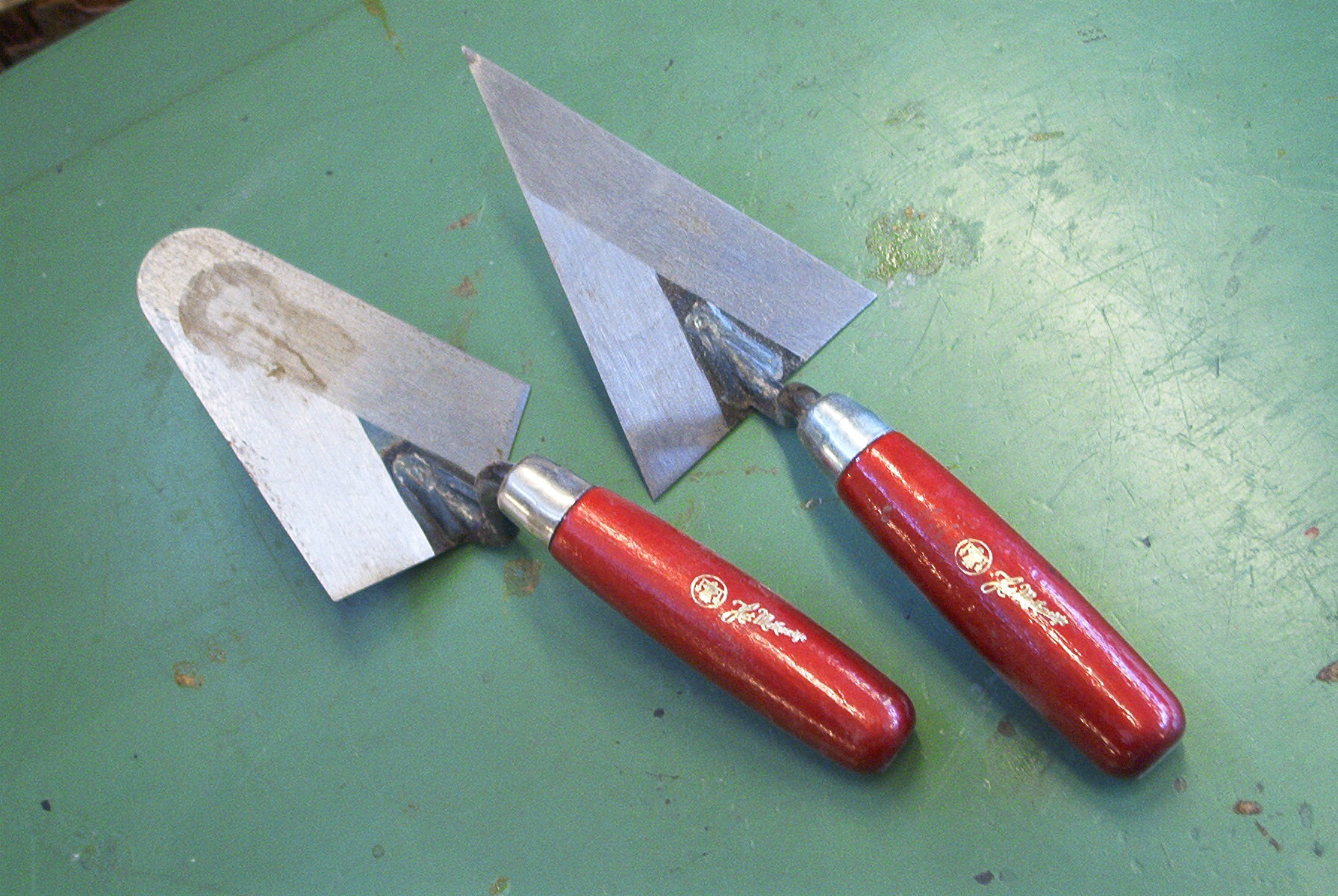
Punttroffel

De troffel of truweel is een stuk handgereedschap in gebruik bij metselaar, stukadoor, voeger, elektricien, tegelzetter en (in mindere mate) de timmerman om specie mee te verwerken. Er is een aantal verschillende modellen en formaten, afhankelijk van de toepassing, bijvoorbeeld:
- metseltroffel voor zowel rechtshandige als linkshandige vaklieden. Hij wordt gebruikt door metselaars om materialen zoals cement, pleister of mortel te effenen, spreiden of te vormen. Hij heeft een plat metalen blad van gesmeed staal en is trapeziumvormig met een ronde neus. Bij een rechts model zit de ronding rechts, bij een links model links. Aan het blad zit de stalen gebogen steel met aan het eind een houten handvat. De rechte kant dient voor het spreiden van de specie en om te controleren of de stootvoegen recht boven elkaar komen. Met de ronde kant kan de metselaar wat minder nauwkeurig hakwerk verrichten.
- stukadoorstroffel of pleistertroffel. Deze heeft een dun, trapeziumvormig blad met vrij scherpe hoeken. Hij wordt (voornamelijk) gebruikt door de stukadoor voor het bewerken en afwerken van kleinere oppervlakten en voor reparatiewerk.
- tegeltroffel. Een specifiek stuk gereedschap van de tegelzetter. Hij brengt er een voldoende hoeveelheid specie mee op de achterkant van de tegel om deze op de wand aan te brengen. Vervolgens tikt hij de tegel zuiver bij de draad. Deze manier van tegels zetten raakt steeds meer in onbruik. De meeste tegels worden tegenwoordig gelijmd op een gestukadoorde ondergrond.
- hoektroffel. Dit is een wat kleinere troffel voor het strak afwerken van hoeken. Ze zijn er voor zowel uitwendige- als inwendige hoeken.
- punttroffel. Deze is voor het afwerken van stucwerk op moeilijk bereikbare plaatsen (bijvoorbeeld tussen of achter leidingen en de muur).

Een troffel is ook het standaardgereedschap in de archeologie. Als tuingereedschap is een troffel een gepunt, lepelvormig metalen blad met een handvat. Het wordt gebruikt voor het openbreken van grond en het graven van kleine gaten, in het bijzonder voor het planten en wieden.
De troffel is een belangrijk symbool in de vrijmetselarij.
In het sterrenbeeld Schorpioen is een telescopisch asterisme te vinden dat er op een merkwaardige manier uitziet als een troffel. Dit object, dat bij amateur astronomen bekend is als Ferrero 2, kan met gemak worden waargenomen m.b.v. niet al te grote telescopen. De schijnbare diameter van dit asterisme bedraagt 1 graad en bevindt zich op R.K.: 16h 55m / Decl. -31° 20' (2000.0).